# Spargania indentata
Spargania indentata är en fjärilsart som beskrevs av Louis Beethoven Prout 1910. Spargania indentata ingår i släktet Spargania och familjen mätare. Inga underarter finns listade i Catalogue of Life.